# Adam Harrington (doppiatore)
Adam Harrington (San Francisco, 18 giugno 1970) è un doppiatore statunitense, che è apparso in molti videogiochi, lavorando soprattutto con gli sviluppatori della Telltale Games, della Riot Games e della Sega.

## Biografia
Per aver prestato la voce a Bigby Wolf, il protagonista dell'avventura grafica episodica The Wolf Among Us sviluppata da Telltale Games, è stato nominato "Best Performer" all'11° British Academy Games Award for Performer, il premio assegnato annualmente dalla British Academy of Film and Television Arts.

## Doppiaggio

### Videogiochi
| Titolo                                              | Anno      | Ruolo | Note                                                                              | Fonte       |
| --------------------------------------------------- | --------- | --- | --------------------------------------------------------------------------------- | ----------- |
| Blood Wake                                          | 2001      | Narratore, Annunciatore |                                                                                   |             |
| Disaster Report                                     | 2003      | Eric Lu, Albert Sims |                                                                                   |             |
| The King of Route 66                                | 2003      | Annunciatore, Soul Man, vari camionisti |                                                                                   |             |
| Blood Will Tell                                     | 2004      | Narratore, Jyukai |                                                                                   |             |
| 25 to Life                                          | 2006      | Voci aggiuntive |                                                                                   |             |
| Il padrino                                          | 2006      | Johnny Trapani, Capo racket di Cuneo, voci aggiuntive |                                                                                   |             |
| Tales of Monkey Island                              | 2009      | Moose, LeChuck | Capitolo 1: "Launch of the Screaming Narwhal" Capitolo 3: "Lair of the Leviathan" |             |
| Modern Combat: Sandstorm                            | 2009      | Soldati |                                                                                   |             |
| League of Legends                                   | 2009      | Karthus (original), Ryze (original), Mordekaiser, Kassadin, Shaco |                                                                                   |             |
| Star Trek Online                                    | 2010      | Kar'Ukan, Madred, Rugan Skyl, Franklin Drake |                                                                                   |             |
| Infinite Space                                      | 2010      | Balik, maschio generico |                                                                                   |             |
| Heroes of Newerth                                   | 2010      | King Crab, Liberatore Jereziah, Syphon |                                                                                   |             |
| Iron Man 2                                          | 2010      | Soldati A.I.M., Agenti S.H.I.E.L.D. |                                                                                   | [ 2 ]       |
| Nelson Tethers: Puzzle Agent                        | 2010      | Issac Davner |                                                                                   |             |
| Back to the Future: The Game                        | 2010-2011 | Matches | Episodio 1: "It's About Time" Episodio 2: "Get Tannen"                            | [ 2 ]       |
| Test Drive Unlimited 2                              | 2011      | Kalua Man, Ad Man, Business Man, Bouncer |                                                                                   |             |
| Rift                                                | 2010      | Orphiel Farwind, Swarmlord Khargroth, Mertin Latham, Elf Stylist, Asache the Woodsman, Cletus Redfield, Phineas Bower, Prince Casimar, Q'Uelas Swarmlord, Jultharian, Human Barber, Praegon, Scotty Malm, Diago, Psychophage Primaker, Toad Lick Hallucination |                                                                                   |             |
| Tom Clancy's Rainbow Six: Shadow Vanguard           | 2011      | Comandante Danko, Ingegnere, Terroristi Phoenix |                                                                                   |             |
| The Adventures of Tintin: The Secret of the Unicorn | 2011      | Capitano Haddock, Sir Francis Haddock | solo per iOS                                                                      |             |
| Puzzle Agent 2                                      | 2011      | Foreman Isaac Davner, Repairman Scruffman |                                                                                   |             |
| Modern Combat 3: Fallen Nation                      | 2011      | Narratore, Popovich, soldato russo |                                                                                   |             |
| The Walking Dead                                    | 2012-2013 | Andrew St. John, Jerry, Leland | Episodio 2: "Starved for Help" Episodio speciale: "400 Days"                      | [ 2 ]       |
| The Amazing Spider-Man                              | 2012      | Robot Tech Gear, OsCorp Guard | Insieme a Brian Bloom                                                             |             |
| Wild Blood                                          | 2012      | Re Artù |                                                                                   |             |
| Neverwinter                                         | 2013      | Vari personaggi |                                                                                   |             |
| The Wolf Among Us                                   | 2013-2014 | Bigby Wolf, Il Taglialegna | Nomination all'11° British Academy Games Award for Performer                      | [ 2 ] [ 3 ] |
| Dawngate                                            | 2014      | Kahgen, Kensu | Cancellato                                                                        |             |
| KatataK                                             | 2014      | Annunciatore, Benny, Dr. Katze |                                                                                   | [ 4 ]       |
| Tales from the Borderlands                          | 2015      | Kroger |                                                                                   |             |
| Minecraft: Story Mode                               | 2016      | TorqueDawg | Episodio 6: "A Portal to Mystery"                                                 |             |
| 2064: Read Only Memories                            | 2016      | Dottor Yannick Fairlight |                                                                                   |             |
| Mafia III                                           | 2016      | Voci aggiuntive |                                                                                   |             |
| Halo Wars 2                                         | 2017      | Voci aggiuntive |                                                                                   |             |
| Guardians of the Galaxy: The Telltale Series        | 2017      | Groot, alieno n. 4 |                                                                                   |             |
| La Terra di Mezzo: L'ombra della guerra             | 2017      | Orco nemesi |                                                                                   |             |
| Red Dead Redemption 2                               | 2018      | Popolani locali |                                                                                   |             |

### Televisione
- I (Almost) Got Away With It (2010), Episodio: "Got to Pick Up a Hooker" (Lane Slettvet)